# 小原ショウ
小原 ショウ（おばら ショウ、3月15日 - ）は、日本の女性漫画家。兵庫県出身、東京都在住。
2003年、「チアーズ!!」（小学館のちゃおデラックス3月24日号に発表）にてデビューした。
『ちゃお』（小学館）の作家陣の一員として活躍していたが、「トゥインクルちぇりー」連載中だった『ちゃお』2007年6月号で、「体調不良」を理由に休養する旨のお詫びを発表、執筆活動を中止していた。その後同誌2008年8月号で活動再開を宣言したが、2010年以降は『デラックスベツコミ』にて作品を発表している。

## 人物
血液型はA型。双子の妹がいる。趣味はショッピング。おしゃれ好き。
好きな食べ物はナメタケ・山芋・オクラなどネバネバしたもの（納豆以外）。特技はどこでも寝られること。
『ちゃお』編集サイドからは「オバショウ」という愛称を付けられている。

## 画風
「トゥインクルちぇりー」（ちゃお2007年2月号 - 4月号）までは、人物が子供らしく幼い顔つきで描かれる事が多かったが、「ちゃおデラックス2008年夏の増刊号」に掲載された執筆活動再開後初の作品、「キライ、だもん。」では、女子も男子もこれまでより大人びた顔つきに描かれており、大人向け漫画の絵柄に近くなった。

## 作品

### 連載作品
- ミニマム☆マニア（ちゃお2005年12月号 - 2006年2月号）
- 3色♪シグナル（ちゃお2006年7月号 - 12月号）
- トゥインクルちぇりー（ちゃお2007年2月号 - 4月号・中断）
  - 全6話のうち、後半の3話分は単行本描き下ろしという形で発表された。
- 神様のリング（2009年ちゃお4月号 - 9月号）

### 読み切り作品
- チアーズ!!（ちゃおデラックス2003年3月24日号、デビュー作）
- CANDY・チャーム（ちゃおデラックス2003年6月26日号）
- ナイショのLOVEチャンス（ちゃお2003年8月号、本誌初登場）
- ストロベリィ・ホリデー（ちゃお2003年11月号）
- ケータイ彼女。（ちゃおデラックス2004年1月22日号）
- ルーズファイター（ちゃおデラックス2004年春の増刊号）
- ビリビリ・ガール（ちゃお2004年5月号）
- ネコニ☆ナリタイ!?（ちゃおデラックス2004年8月25日号）
- くるしゅー☆ナイッ!!（ちゃお2004年11月号）
- 半熟とまと（ちゃおデラックス2005年4月20日号）
- キライ、だもん。（ちゃおデラックス2008年夏の増刊号 執筆活動再開後初の作品）
- じゃのめでおむかえ（ちゃおデラックス2009年秋の超大増刊号）
- 夢みるヒラメ（デラックスベツコミ2010年6月号増刊）
- S・R〜サディスティック ロマンス〜（デラックスベツコミ2010年8月号増刊）
- 笑顔の行方（デラックスベツコミ2010年11月号増刊）
- きみとウチごはん（デラックスベツコミ2011年1月号増刊）
- 梅の恋うた（デラックスベツコミ2011年3月号増刊）

## コミックス
ちゃおコミックス（小学館）より刊行。
- ストロベリィ・ホリデー（2004年7月1日発売）
- ミニマム☆マニア（2006年3月1日発売）
- 3色♪シグナル（2006年12月27日発売）
- トゥインクルちぇりー（2008年7月25日発売）
- 神様のリング（2009年10月30日発売）